# Nordsee
Nordsee, plným označením Nordsee Deutsche Hochseefischerei GmbH v Reederei Mond Hochseefischerei Nordstern AG & Co. KG and Reederei Friedrich Busse Hochseefischerei Nordstern AG & Co. KG. (102/81), byl judikát Evropského soudního dvora z roku 1982. Soud určil, že autonomní pojem „soud členského státu“ v kontextu práva Evropské unie nezahrnuje instituce, jejichž pravomoc vychází ze smluvního základu (např. rozhodčí soud), a ty tak nejsou oprávněny klást předběžné otázky k Evropskému soudnímu dvoru.

## Skutková podstata
Tři německé společnosti uzavřely smlouvu na stavbu 13 rybářských lodí, která zahrnovala ustanovení o rozdělení dotace na 13 dílů mezi jednotlivé lodě a zároveň rozhodčí doložku pro případ sporu. Projekt nakonec získal dotaci jen na 6 lodí a jedna ze společností se po dalších dvou dožadovala splnění i té části závazku, na kterou dotace udělena nebylo. Druhá strana namítala, že při neobdržení celé dotace byla dohoda neplatná.
Spor se dostal k rozhodčímu soudu, který dospěl k názoru, že platnost smlouvy o sdílení dotace závisí na možnost sdílení dotací v rámci komunitárního práva a podal předběžnou otázku k Evropskému soudnímu dvoru.

## Rozhodnutí soudu
Soudní dvůr argumentoval, že rozhodčí soud stojí mimo soudní soustavu členského státu a jeho pravomoc byla založena smluvně, a rozhodl, že předběžné otázky na základě Smlouvy o založení Evropského hospodářského společenství nemohou klást instituce, na jejichž výběru k řešení sporu se orgány členského státu nepodílí a na jejichž řízení tyto orgány neparticipují. Daný rozhodčí soud tak nemá pravomoc klást předběžné otázky.